# 10,35×20 mm
O 10,35×20 mm (ou 10,35 mm Ordinanza Italiana), é um cartucho de fogo central metálico que utilizava pólvora negra, adotado pelo governo Italiano a partir de 1874.

## Visão geral
O cartucho 10,35×20 mm foi desenvolvido pela "Società Siderurgica Glisenti" para o revólver Chamelot-Delvigne Mod. 1874 em 1874 (por esta razão o cartucho também foi chamado de "Mod. 74"). Com a adoção de outros revólveres, o cartucho passou por várias modificações que também mudaram de nome ("Mod. 89", "Mod. 99").

## Histórico
Desde 1861, o "Regio Esercito" utilizava revólveres franceses de retrocarga, o Lefaucheux M1861 (nome em homenagem ao armeiro francês Casimir Lefaucheux que os fez), que usavam cartuchos de "espiga".
Apesar de seus méritos notáveis, os revólveres que usavam os "cartuchos de espiga" foram logo superados por aqueles que usavam cartuchos de fogo central. Assim, no início da década de 1870, decidiu-se dotar seu exército de um revólver adequado para a época. A escolha recaiu sobre um modelo francês, que foi fornecido ao exército italiano em 1874, denominado "Chamelot-Delvigne Mle. 1874" (leva o nome dos dois armeiros que o patentearam). Foi para este revólver que Glisenti desenhou o cartucho "10,35 mm Ordinanza Italiana". A partir desse ano, o cartucho permaneceu essencialmente inalterado até 1889.
Em 1889 decidiu-se pela adoção de um novo revólver, mais compacto e com mecanismo simplificado: assim foi o "Mle. 1889 Bodeo" (do nome de seu designer que o patenteou). Na ocasião também foram feitas algumas alterações no cartucho, intercambiável com o anterior, que assumiu o nome "10,35 mm Mod. 89". Uma nova mudança ocorreu em 1899, passando a se chamar "10,35 mm Mod. 99".

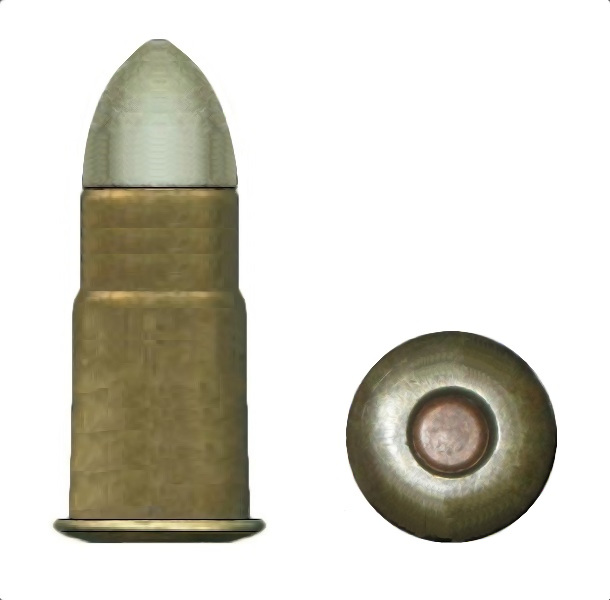
O 10,35 mm Ordinanza Italiana.

Em 1916 foi desenvolvido um novo revólver, o Tettoni Mod. 1916, que também utilizava o cartucho "10,35 mm Ordinanza Italiana".
As munições calibre "10,35 mm Ordinanza Italiana" ainda hoje são produzidas pela empresa Fiocchi. (Em fevereiro de 2020, parece que a Fiocchi interrompeu a produção e distribuição desse cartucho).

## Variantes

### Mod. 74
O Mod. 74 foi o primeiro modelo do cartucho, concebido para o "Glisenti Mod. 1874". A bala tinha 11,0 g de peso e 7,58 mm (0,298 pol.) de comprimento. O estojo foi produzida em "tombac", depois em latão, um cartucho de fogo central com espoleta Boxer e 19,95 mm (0,785 pol.) de comprimento. A carga consistia em 1,10 g (17 gr) de pólvora negra de grão fino. O comprimento era de 30,13 mm (1.186 pol.). O peso total era de 11,6 g (180 gr).

### Mod. 89
O Mod. 89 surgiu com o advento do revólver "Glisenti Mod. 1889", após a ratificação da Convenção de Genebra, a bala completamente de chumbo, considerada expansiva, foi abandonada para adotar a bala jaquetada (jaqueta de latão com núcleo de chumbo). Passou a usar a espoleta Berdan e o estojo tornou-se mais longo.

### Mod. 99
O Mod. 99 surgiu posteriormente, quando a pólvora negra foi substituída por 0,55 g de ballistite. Nesse cartucho também é inserida uma bucha de pano hidrofílico, no espaço vazio entre a bala e o propelente, que tem a finalidade de evitar a dispersão dos gases que são liberados com a explosão. Também neste caso, foi usada a espoleta Berdan, mas tanto o estojo quanto o cartucho são mais curtos.

## Dimensões

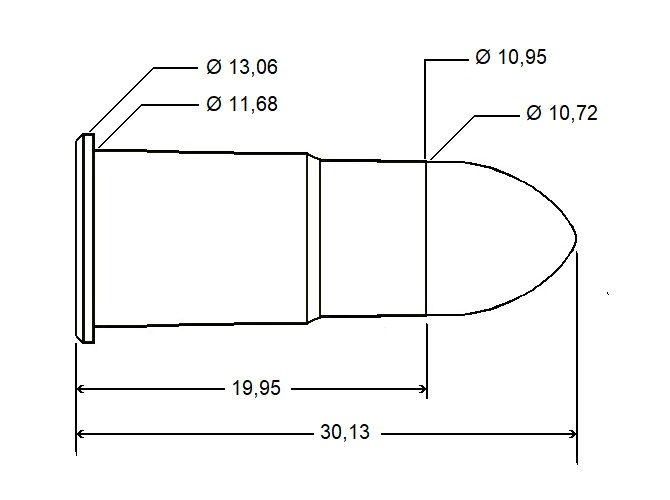
Diensões em mm.